# I Congresso del Partito Comunista di Cuba
Il I Congresso del Partito Comunista di Cuba si tenne all'Avana dal 17 al 22 dicembre 1975, dieci anni dopo la fondazione del Partito e del suo primo comitato centrale. Il motto era "Al Primo Congresso! Per nuove vittorie della patria e del socialismo!" (in spagnolo ¡Al Primer Congreso! ¡Por nuevas victorias de la Patria y el Socialismo!).

## Convocazione
L'Ufficio politico del Comitato centrale del PCC si riunì il 10 aprile 1975, giorno dell'83º anniversario della fondazione del Partito Rivoluzionario Cubano di José Martí, per stabilire la data di convocazione del primo Congresso del Partito prevista per dicembre dello stesso anno. Fu istituita una Commissione preparatoria centrala formata da Fidel e Raúl Castro, Osvaldo Dorticós, Juan Almeida, Guillermo García Frías, Armando Hart, Ramiro Valdés, Sergio del Valle, Blas Roca, Carlos Rafael Rodríguez, Raúl García Peláez, Isidoro Malmierca, Pedro Miret, Antonio Pérez Herrero e Jorge Risquet. Nello stesso mese, iniziarono le assemblee per il bilancio dei lavori, il rinnovo o la ratifica dei mandati e l'elezione dei delegati superiori in tutte le organizzazioni e gli organi del Partito.
Le Assemblee municipali, sezionali e regionali elessero dei pre-candidati ai delegati del Congresso, divisi ogni cento militanti o aspiranti eletti nelle sei Assemblee provinciali, nella Regione dell'Isla de Pinos e nelle conferenze delle organizzazioni del Partito nel Ministero delle forze armate rivoluzionarie e nel Ministero degli interni. Inoltre, i militanti comunisti di numerosi luoghi di lavoro selezionati per la loro importanza politica o economica poterono eleggere direttamente i loro delegati al Congresso.
La scelta della data del Congresso venne resa pubblica dall'Ufficio politico il 16 aprile 1975, in omaggio al quattordicesimo anniversario della proclamazione del carattere socialista della Rivoluzione cubana.

## Congresso

### Rapporto del Comitato centrale
Il Congresso si aprì il 17 dicembre 1975 con il rapporto del segretario del Comitato centrale Fidel Castro. Il rapporto conteneva un'analisi storica della rivoluzione cubana a partire dal XIX secolo, dello sviluppo economico per settore e degli errori commessi nella gestione economica, dello sviluppo sociale, la proposta della nuova Costituzione e divisione politico-amministrativa di Cuba, l'analisi delle organizzazioni di massa del Partito e non, delle Forze Armate Rivoluzionarie, dell'attività del Ministero degli interni nell'amministrazione e nella sicurezza nazionale, dell'Unione dei Giovani Comunisti e del Partito. Il rapporto si concluse con la politica estera e le relazioni con il blocco orientale, ed infine con le priorità degli anni successivi al Congresso.
Successivamente, furono approvate le tesi, le risoluzioni e la Piattaforma Programmatica del Partito Comunista di Cuba.

### Partito e ideologia
Il Congresso approvò la risoluzione sulla piattaforma programmatica del Partito Comunista di Cuba, nella quale furono analizzate le fondamenta storiche della rivoluzione cubana fino al 1975 e stabiliti gli obiettivi del Partito, ovvero la costruzione della società comunista attraverso il socialismo seguendo la dottrina marxista-leninista.
Il Congresso approvò la risoluzione sugli Statuti del Partito Comunista di Cuba elaborati dalla Commissione preparatoria. Il documento avrebbe dovuto costituire la "legge fondamentale" che avrebbe guidato le attività del PCC e dei suoi membri, integrando i principi del centralismo democratico leninista. Il Comitato centrale predispose i regolamenti necessari per rispettare gli Statuti e adeguò quelli già in vigore al momento dell'approvazione della risoluzione. Il CC fu incaricato di riorganizzare le divisioni regionali del Partito e le organizzazioni di massa entro il 1976. Furono inoltre approvati il simbolo e la bandiera del PCC, entrambi ispirati al logotipo del I Congresso.
Il Congresso approvò le politiche di selezione e formazione dei quadri in base ai principi leninisti e una risoluzione "sulla vita interna del partito".

### Politica interna

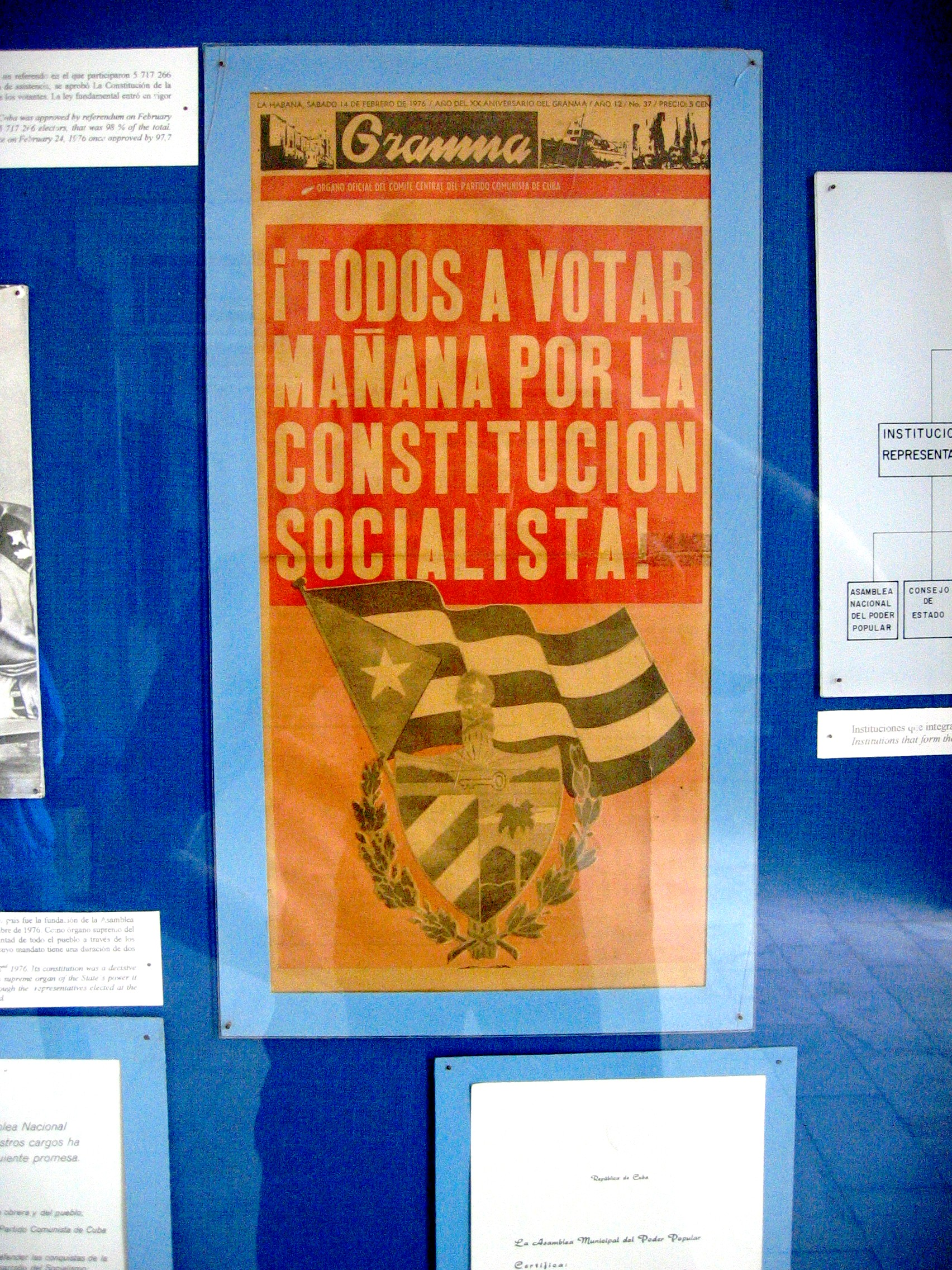
Prima pagina del quotidiano Granma del 14 febbraio 1976, a sostegno del sì al referendum costituzionale.

Durante il Congresso, fu discussa la bozza della nuova costituzione di Cuba preparata dal Commissione preparatoria in sostituzione di quella emanata nel 1940. Le prime basi per la redazione erano state poste nel 1972 sotto la guida di Blas Roca dalla Commissione degli studi giuridici del Comitato centrale del Partito Comunista Cubano, ma il progetto vero e proprio iniziò il 22 ottobre 1974 con un accordo tra il Comitato esecutivo del Consiglio dei ministri e l'Ufficio politico del PCC. La commissione per la redazione preparò il testo in meno di un mese e sottopose la bozza a Fidel Castro il 24 febbraio 1975. La nuova Costituzione, approvata nel 1976 con un referendum, rendeva ufficialmente Cuba uno Stato socialista e incorporava i principi del marxismo-leninismo e del centralismo democratico.
I delegati discuterono sull'organizzazione e l'istituzione degli "Organi del potere popolare" e il loro ruolo nella vita politica del Paese, sulla nuova suddivisione politico-amministrativa e sul programma di riforma.

### Economia
Per realizzare le basi materiali e tecniche del socialismo a Cuba, lo Stato avrebbe dovuto riorganizzare nel periodo 1976–1980 una "struttura economica deformata" e ridurre la dipendenza dalle importazioni. I rapporti economici e gli scambi commerciali tra Stato, contadini e cooperative dovevano essere rafforzati con un adeguato sistema di prezzi di acquisto e vendita, crediti e tasse. Furono varate risoluzioni sull'istituzione del "sistema di direzione e pianificazione economica" e degli organi statali competenti.
Il Congresso fissò una crescita media annua del prodotto sociale globale del 6% circa per il periodo 1976-1980 e stabilì tre compiti principali:
- Svolgere un programma di ingenti investimenti industriali;
- Consolidare ed espandere le infrastrutture economiche;
- Creazione e garanzia della base alimentare nazionale per il bestiame;

Tali compiti doveva essere effettuata aumentando al massimo possibile l'efficienza della gestione economica e con il minor costo di risorse materiali, finanziarie e umane.

#### Agricoltura
Per soddisfare le crescenti richieste di consumo della popolazione, fornire materie prime all'industria, ridurre le importazioni alimentari e aumentare la disponibilità di prodotti esportabili, lo Stato doveva effettuare importanti investimenti nel settore agricolo, in particolare per incrementare la produzione di riso, latte e carne per ridurre le importazioni, di canna, agrumi e tabacco per l'export, e di tuberi, ortaggi, carni, uova, frutta, caffè e altri prodotti per la popolazione. L'agricoltura doveva quindi essere meccanizzata, doveva aumentare l'utilizzo di fertilizzanti e pesticidi, l'investimento nella ricerca nelle scienze agrarie, nell'allevamento e nei sistemi di irrigazione.
Dovevano essere resi coltivabili non meno di 1 milioni di ettari di terreno, mentre doveva essere avviato un programma di preservazione del suolo per garantire lo sviluppo della produzione agricola e vietare l'uso indiscriminato di aree agricole che limitano la disponibilità di terreni idonei alla coltivazione. Nel 1980, la produttività del lavoro agricolo doveva aumentare del 35%-40% rispetto al 1975. All'industria dello zucchero dovevano essere fornite 70 milioni tonnellate di canne entro il 1980, aumentando la superficie coltivata a non meno di 1,7 milioni di ettari, introducendo tecniche efficienti e varietà dalla resa migliore e meccanizzando almeno il 60% del lavoro.
La produzione degli agrumi doveva raggiungere un tasso di crescita medio annuo del 15-20%.

#### Industria
Nel settore dell'industria dovevano essere svolti investimenti per favorire le esportazioni, garantire il successivo finanziamento esterno dell'economia nazionale e ridurre le importazioni. La produttività doveva essere aumentata con una migliore organizzazione della produzione, l'applicazione di meccanismi migliorati per la remunerazione del lavoro, la corretta combinazione di stimoli morali e materiali e l'introduzione di tecnologie avanzate. Inoltre, dovevano essere attuate politiche di risparmio energetico e dei materiali (in particolare quelli importati) nei processi produttivi.
L'industria dello zucchero doveva essere sviluppata, ammodernata e resa efficiente soprattutto nell'ottica delle esportazioni, La produzione doveva aumentare di circa il 35% e raggiungere volumi di produzione di zucchero grezzo tra 8 e 8,7 milioni di tonnellate entro la fine del 1980. Con il materiale inutilizzato, doveva svilupparsi anche l'industria della bagassa per la pasta di legno, carta e del legno artificiale. Dovevano essere inoltre installati nuovi impianti per la produzione di lievito di torula in modo da raggiungere una capacità dell'ordine di 100.000 tonnellate entro il 1980.
La produzione di nichel doveva ricevere un impulso accelerato con investimenti significativi per riabilitare gli impianti esistenti e crearne altri due, in modo da aumentare la capacità produttiva annuale nel quinquennio 1981-1985 a oltre 100.000 tonnellate;
L'industria siderurgica doveva essere in grado di fornire materie prime all'industria meccanica nei livelli richiesti per il decennio successivo, mentre la ricerca scientifica doveva occuparsi di trovare soluzioni efficienti e materiali di riduzione più adatti ad un Paese privo di giacimenti di carbone. Le indagini geologiche dovevano proseguire nella ricerca di depositi minerari, di ferro e di giacimenti petroliferi.
L'industria chimica doveva sviluppare la produzione di fertilizzanti, prodotti petrolchimici, di plastica, di vetri, pneumatici e prodotti chimici di largo consumo: In particolare, dovevano essere installati nuovi impianti per la raffinazione del petrolio e favorito il consumo interno, la produzione di fertilizzanti azotati di qualità doveva raggiungere circa 550.000 tonnellate entro il 1980.
Nella produzione di energia elettrica, era previsto il raggiungimento di un livello non inferiore a 9 000 TWh, equivalente a una crescita di oltre il 35% rispetto al 1975. Di conseguenza, dovevano essere attivate nuove unità termoelettriche con un potenziale da 0,85 a 1 TWh. e la generazione e trasmissione di elettricità. Era prevista anche la costruzione della prima centrale nucleare cubana da 880-1 000 MW. I tassi di consumo di combustibile per gli impianti termoelettrici doveva essere ridotto dell'8-10% rispetto al 1975.
Per aumentare il tenore di vita della popolazione, doveva essere sviluppata l'industria alimentare e tessile, l'industria farmaceutica e le fabbriche di strumenti per la medicina. L'industria ittica doveva svilupparsi con l'arrivo di nuove navi, mentre la produzione industriale di conserve doveva aumentare per fornire cibo alla popolazione e aumentare il suo livello nutrizionale in proteine di origine animale, nonché per l'esportazione. Doveva iniziare la produzione dell'industria leggera e di beni durevoli come frigoriferi, condizionatori, televisori, radio e calcolatori.

#### Infrastrutture, trasporti e comunicazioni
Lo Stato doveva consolidare ed espandere le infrastrutture economiche del Paese, in relazione ai programmi di investimento per l'elettrificazione, lo sviluppo dei porti, della rete stradale e ferroviaria, e l'utilizzo delle risorse idrauliche, al fine di garantire lo sviluppo economico nel quinquennio e porre le basi per l'ulteriore crescita dell'economia.
Il settore dei trasporti doveva essere riformato interamente seguendo uno schema integrale per garantire la massima efficienza al minimo costo. Bisognava aumentare il traffico di merci e passeggeri, con la creazione di nuove infrastrutture, la riparazione di quelle esistenti, il completamento della rete autostradale nazionale, la ricostruzione delle principali ferrovie e degli aeroporti, la creazione di nuovi cantieri navali e porti.
Di conseguenza, lo Stato doveva aumentare la produzione di cemento e altri prodotti dell'industria dei materiali da costruzione, introdurre le tecniche più moderne, un'organizzazione lavorativa migliore e più tecnici specializzati. Inoltre, doveva essere progressivamente incrementata la costruzione e ristrutturazione di case, ospedali, scuole e infrastrutture per le zone urbane, mentre nelle aree rurali doveva essere attuata una politica di urbanizzazione.
Fu richiesta l'installazione di un sistema di comunicazioni via cavo e microonde nonché il perfezionamento delle trasmissioni radiotelevisive in modo da coprire l'intero territorio cubano, doveva essere introdotta la televisione a colori, aumentata la densità della rete telefonica, perfezionato il sistema di corrieri, telegrafi e radiocomunicazioni, con lo sviluppo dell'industria elettronica. Doveva continuare lo sviluppo del sistema di trasmissione dati, nonché le reti per il collegamento di centri di calcolo e utenti, con riguardo all'espansione del sistema telex nazionale.

#### Sistema di direzione e pianificazione
L'economia pianificata era stata introdotta ufficialmente a Cuba nel 1960 con la creazione a livello ministeriale della Giunta centrale della pianificazione (in spagnolo Junta Central de Planificación, JUCEPLAN). Nel 1975, il I Congresso del PCC introdusse il "sistema di direzione e pianificazione dell'economia" (in spagnolo sistema de dirección y planificación de la economía), ovvero "l'insieme di principi, sottosistemi, metodi e procedure a partire da e attraverso i quali viene svolta l'organizzazione, la pianificazione, la gestione e il controllo delle attività economiche". Il sistema era stato concepito in base all'esperienza nazionale e degli altri Stati socialisti con economia pianificata.
La gestione statale dell'economia doveva essere svolta dall'Assemblea nazionale del potere popolare, dal suo Consiglio di Stato, dal Consiglio dei ministri e dal suo Comitato esecutivo. La Giunta centrale continuò ad avere un ruolo chiave.
L'applicazione del sistema avrebbe dato al PCC e allo Stato un maggior controllo dell'attività economica e maggiori conoscenze, collaborando con le masse.

### Relazioni estere
Il PCC pose al centro della politica estera di Cuba l'alleanza "incrollabile" con l'Unione Sovietica e il suo Partito, e il supporto alle forze comuniste e anticolonialiste, in particolare di paesi quali Vietnam, Laos, Cambogia, Guinea-Bissau, Capo Verde, Mozambico e Angola. Fu discussa in generale la politica cubana di solidarietà con i governi progressisti e i movimenti rivoluzionari in Africa e con il Porto Rico. I delegati discuterono degli aiuti da fornire all'Organizzazione per la Liberazione della Palestina, al Movimento Popolare di Liberazione dell'Angola e a tutte le forze antiamericane e antimperialiste.
Il I Congresso del Partito Comunista di Cuba si dichiarò favorevole a qualsiasi azione volta a prevenire la guerra nucleare e a ridurre gli armamenti, promuovendo una Coesistenza pacifica e confermando l'aderenza al Movimento dei paesi non allineati.
In campo economico, lo Stato doveva aumentare il commercio estero (in particolare con il Comecon e gli altri Stati socialisti) e promuovere lo sviluppo del turismo internazionale, con investimenti significativi nella costruzione di nuovi centri e strutture ricettive. Fu richiesta l'intensificazione delle relazioni e degli scambi culturali con l'Unione Sovietica, gli Stati socialisti, dell'America latina e dei Caraibi e con tutte le forze progressiste.

## Elezioni

### Ufficio politico
- Fidel Castro
- Raúl Castro
- Juan Almeida Bosque
- Osvaldo Dorticós Torrado
- Guillermo García Frías
- Armando Hart Dávalos
- Ramiro Valdés Menéndez
- Sergio del Valle Jiménez
- Blas Roca Calderío
- José Ramón Machado Ventura
- Carlos Rafael Rodríguez Rodríguez
- Pedro Miret Prieto
- Arnaldo Milian Castro

### Segretariato
- Fidel Castro (Primo segretario)
- Raúl Castro (Secondo segretario)
- Blas Roca Calderío
- Carlos Rafael Rodríguez
- Pedro Miret Prieto
- Isidoro Malmierca Peoli
- Jorge Risquet Valdés
- Antonio Pérez Herrero
- Raúl García Peláez